# Dzitás
Dzitás är en kommunhuvudort i Mexiko.   Den ligger i kommunen Dzitás och delstaten Yucatán, i den östra delen av landet, 1 100 km öster om huvudstaden Mexico City. Dzitás ligger 33 meter över havet och antalet invånare är 2 909.
Terrängen runt Dzitás är mycket platt. Runt Dzitás är det ganska glesbefolkat, med 28 invånare per kvadratkilometer. Närmaste större samhälle är Chichén-Itzá, 19,7 km söder om Dzitás. I omgivningarna runt Dzitás växer i huvudsak städsegrön lövskog.